# Т-410 (тральщик, 1938)
Базовый тральщик Т-410 «Взрыв», БТЩ-410 «Взрыв» — советский базовый тральщик скорректированного проекта 58 типа «Фугас» Черноморского флота ВМФ СССР. Участвовал в Великой Отечественной войне на Чёрном море, обороне Севастополя и битве за Кавказ. 2 сентября 1944 года на траверзе Констанцы был торпедирован германской подводной лодкой «U-19».

## Характеристики
- Водоизмещение: 459 т.
- Размеры: длина — 62 м, ширина — 7,2 м, осадка — 2,13 м.
- Скорость полного хода: 18 узлов.
- Дальность плавания: 5300 миль при 14 узлах.
- Силовая установка: 2х1500 л. с., 2 вала.
- Вооружение: 1х1 100-мм орудие Б-24, 1х1 45-мм орудие 21-К, 3х1 12,7-мм пулемета, 20 бомб, 27 мин, 46 минных защитников, 1 трал Шульца, 2 параван-трала К-1, 1 змейковый трал.
- Экипаж: 44 чел[1].

## Строительство
На ССЗ № 201 третья серия тральщиков строилась по скорректированному проекту 58.
- проект 58: Т-5, Т-6, Т-408 — Т-410, Т-412, Т-413.

Тральщик «Взрыв» был заложен в Севастополе на Севастопольском морском заводе весной 1937 года (заводской № 191), спущен на воду в конце 1938 года, сдан в эксплуатацию 25 января 1939 года. 1 апреля 1939 года на корабле был поднят флаг ВМФ. Он получил бортовой номер «25». 25 июля 1939 года по общей классификации кораблю дан тактический номер «Т-410» («БТЩ-410»).

## Служба
Вошёл в состав дивизиона тральщиков Бригады кораблей охраны водного района Черноморского флота. В период Великой Отечественной войны участвовал в защите морских коммуникаций и баз, в обороне Одессы и Севастополя.
Т-401 «Трал», Т-404 «Щит», Т-410 «Взрыв», Т-411 «Защитник» и Т-412 принимали участие в Керченско-Феодосийской десантной операции в конце декабря 1941 — начале января 1942 года.

### Снабжение и эвакуация Севастополя
30 января 1942 года в 20.10 транспорт «Пестель» с маршевым пополнением в количестве 506 человек, боезапасом и продовольствием в охранений базового тральщика «Взрыв» прибыл из Туапсе в Севастополь.
15 февраля 1942 года транспорт «Чехов» (650 человек маршевого пополнения и продовольствие) в охранении базового тральщика «Взрыв» прибыл из Новороссийска в Севастополь. Вечером, приняв на борт 152 раненых, транспорт покинул главную базу.
11 апреля 1942 года в 04.17 танкер «Москва» в охранении эскадренного миноносца «Дзержинский», базовых тральщиков «Взрыв» и N 27 и двух сторожевых катеров прибыл из Туапсе в Севастополь.
13 апреля в 04.00 транспорт «А. Серов» в охранении эскадренных миноносцев «Бойкий», «Незаможник», базовых тральщиков «Якорь», «Гарпун» и двух сторожевых катеров прибыл в Севастополь. У подходной точки военного фарватера N 3 транспорт встретили базовые тральщики N 25 (Т-410 «Взрыв») и N 27 (Т-413) из Севастополя.
11 июня 1942 года блокаду Севастополя прорвал транспорт «Белосток» который сопровождали Т-401 «Трал» и Т-410 «Взрыв», в тот же день Т-401 «Трал» и Т-410 «Взрыв» вели огонь по немецким войскам в районе Севастополя.
15 июня 1942 года из Новороссийска прибыл крейсер «Молотов» (командир капитан 1-го ранга М. Ф. Романов) в охранении эскадренного миноносца «Безупречный» (командир капитан-лейтенант П. М. Буряк), базовых тральщиков «Защитник» (командир старший лейтенант В. Н. Михайлов) и «Взрыв» (командир старший лейтенант Н. Ф. Ярмак).
В связи с выходом противника к Северной бухте 19 июня, тихоходный «крейсер» «Коминтерн» в охранении базовых тральщиков «Мина», «Взрыв», «Защитник» и трех сторожевых катеров, по приказанию командования флота возвратился в Новороссийск.
28 июня 1942 года из Новороссийска в Севастополь прибыли базовые тральщики Т-410 «Взрыв» и Т-411 «Защитник», доставив 330 человек маршевого пополнения, боезапас и продовольствие.
В ночь с 1 на 2 июля 1942 года тральщики Т-410 «Взрыв», Т-411 «Защитник» и морские охотники занимались эвакуацией людей из Севастополя. Вместе они приняли на борт до 700 человек и сумели прорваться в Новороссийск. Тральщики подошли в район 35-й батареи. Увидев их, воины хлынули на пристань, и она не выдержала тяжести людей. Посадку осуществляли катерами и шлюпками, а многие добирались вплавь. Приняв на борт 419 человек, в 03.30 тральщики вышли из района главной базы и в 20.20 уже ошвартовались в Новороссийске.
На лето 1942 года в составе 2-го дивизиона тральщиков: Т-406 «Искатель», Т-407 «Мина», Т-408 («Якорь», ремонт), Т-409 («Гарпун», ремонт), Т-410(«Взрыв»), Т-411(«Защитник»).

### В битве за Кавказ
14 августа 1942 года при эвакуации из Анапы личного состава и имущества учебного отряда погранохраны НКВД , в районе устья реки Озерейки, тральщик был атакован тремя самолётами Ю-88, авиация противника сильно повредила Т-410 «Взрыв», и его с большим трудом буксир «Симеиз» привёл в Новороссийск. Многие члены команды, включая командира корабля Н. Ф. Ярмака, погибли.
В 1943 году в составе Бригады траления и заграждения ЧФ.
16 января танкер «Вайян Кутюрье», сопровождаемый сильным эскортом из четырёх БТЩ «Взрыв», «Гарпун», «Трал», «А. Расскин» и 10 СКА МО, половина из которых шла в завесе, совершал переход из Батуми в Туапсе. В 18.35 в 30 кабельтовых к западу от мыса Анакрия немецкая подводная лодка «U-20» (командир оберлейтенант Карл Графен) добилась попадания одной торпеды в кормовую часть судна. С тонущего «В. Кутюрье» корабли и катера спасли 60 членов экипажа, пропало без вести четверо. Танкер затонул на глубине 50 м.
12 апреля 1944 года канонерские лодки «Красный Аджаристан», «Красная Абхазия» и «Кубань», под конвоем БТЩ «Щит», «Гарпун», «Трал» и «Взрыв», 10 сторожевых катеров и 24 самолётов совершили переход Туапсе — Новороссийск.

### Гибель
В конце августа 1944 года для занятия портов вышедшей из войны Румынии был сформирован отряд в составе БТЩ «Щит», «Искатель» и «Взрыв» в охранении охотников БО-105, БО-103 и МО-360. На борту кораблей находились десантники из 83-й бригады морской пехоты для занятия порта, а также экипажи для трофейных румынских кораблей. 1 сентября 1944 года отряд вышел из Одессы к Тендре и оттуда в Констанцу. В 06.22 следующего дня на подходной точке фарватера корабли застопорили ход, ожидая встречающий румынский минный заградитель «Адмирал Мурджеску». В этот момент концевой базовый тральщик «Взрыв» был атакован германской подводной лодкой «U-19» (командир обер-лейтенант цур зее Вилли Оленбург). Две торпеды попали в носовую часть корпуса под ходовым мостиком, в носовом погребе произошла детонация боезапаса. Тральщик быстро затонул кормой вверх, по немецким данным в точке43°31′ с. ш. 29°07′ в. д..
Погиб весь офицерский состав корабля, в том числе — командир капитан-лейтенант С. Грабильников, командир БЧ-5 старший инженер-лейтенант В. Ф. Соловьев. Погибли 53 матроса и 22 человека из состава десанта. Спасти удалось несколько моряков и раненного в обе ноги комбата десантников — Героя Советского Союза майора Н. В. Старшинова. Пока катер подбирал моряков, большие охотники безуспешно преследовали германскую субмарину.
«Взрыв» стал последним боевым кораблем Черноморского флота, погибшим в ходе войны.
Период в составе действующей армии: 21.06.1941 — 15.09.1944.

## Командиры
- старший лейтенант Н. Ф. Ярмак[2][4]
- капитан-лейтенант С. С. Грабильников[1][8]

## Память
Имя тральщика увековечено на «Мемориале героической обороны Севастополя 1941—1942 гг.», сооруженном на площади Нахимова в Севастополе в 1967 году.